# BMW E3
La gamme BMW E3 est une série de berlines haut de gamme du constructeur automobile allemand BMW. Elles sont produites de 1968 à 1977 et sont propulsées par le moteur six cylindres M30. Cette série a été présentée comme une réponse aux Mercedes-Benz qui dominent largement le secteur des voitures de luxe depuis la fin des années 1920. Cette voiture a été très importante dans l'établissement de la réputation de BMW en tant que constructeur de voitures de sport et berlines de luxe. À leur retrait du catalogue, les E3 sont remplacées par la Série 7.

## Historique du modèle

### Contexte
Après avoir arrêté la production de la conceptuellement dépassée BMW 3200 S "Barockengel" à moteur V8, BMW a cessé de proposer une berline de luxe pendant quelques années. Après d’énormes difficultés économiques, BMW arrive en 1961 sur le marché des voitures de milieu de gamme avec une nouvelle gamme, la "Neue Klasse", dont la BMW 1500 (Type 115) quatre portes. En 1966, la gamme est élargie vers le bas avec les véhicules deux portes de la gamme 02 (Type 114). Ces deux gammes de modèles ont connu un grand succès, de sorte qu’au milieu des années 1960, les problèmes économiques avaient été surmontés et la gamme de voitures pouvait à nouveau être complétée par une berline de luxe, les modèles E3, initialement connus sous le nom de "Große Klasse".

### Technologie
L’E3 n’a ni d’élément de design ni de similitude technique avec la Barockengel antérieure. L’E3 a une carrosserie autoportante linéaire, plutôt sportive. L’avant incliné vers l’avant, la calandre BMW et les phares ronds introduits avec la "Neue Klasse" sont restés des caractéristiques des voitures particulières de BMW jusque dans les années 1990. Les doubles phares étaient nouveaux. La calandre était en plastique (ABS), ce qui n’était pas courant à l’époque. Le coffre a un volume de 600 litres. Les performances de conduite sont relativement bonnes car la voiture est plus compacte et donc plus légère que les modèles concurrents.
La conception des nouveaux moteurs six cylindres en ligne M30 est basée sur celle des moteurs quatre cylindres de la "Neue Klasse". Ils disposent d’un bloc moteur en fonte, d’une culasse tangentielle en alliage léger et d’un arbre à cames en tête qui actionne les soupapes opposées via des culbuteurs. Ils ont été utilisés avec des modifications jusqu’en 1994 et jouissent d’une bonne réputation dans la presse spécialisée. Certaines sources indiquent que les moteurs étaient initialement désignés avec l’identifiant M06. L’E3 a innové dans la conception de la pompe à huile (système Eaton), du circuit d’huile de lubrification et du système de refroidissement à trois circuits. La puissance est transmise à l’essieu arrière par une transmission manuelle à quatre vitesses de ZF et un arbre à cardan divisé; une transmission automatique était également disponible en option.
Le châssis est basé sur celui des modèles Neue Klasse. Les bonnes caractéristiques de conduite des modèles BMW précédents ont été surpassées par des corrections, dont l’inclinaison de l’axe des jambes de force MacPherson par rapport à l’axe de pivot, et malgré une charge plus élevée sur l’essieu avant, une direction plus facile que celle de la BMW 2000 a été obtenue,. Des jambes de suspension Boge Nivomat avec nivellement automatique ont été utilisées sur certains des essieux arrière à bras semi-tirés. Une autre différence est l’utilisation de freins à disque sur les roues arrière également. Une configuration de châssis plutôt sportive distingue la BMW E3 des autres voitures de luxe de l’époque.
L’équipement électrique comprend un alternateur triphasé de 500 W, une lunette arrière chauffante, des antibrouillards arrière et quatre phares halogènes.

### Modèles et lifting
La gamme E3 a été lancée en septembre 1968 avec les modèles 2500 (2 494 cm3) et 2800 (2 788 cm3) (remplacée par la BMW 2.8 L en 1974). Le mélange était initialement préparé dans des carburateurs à deux registres. Elle a été complétée par la 3,0 S (2 985 cm3) en avril 1971 et la version à injection Bosch 3,0 Si en septembre 1971. Le lifting de l’E3, disponible à partir de l’été 1971, se caractérise par de petits changements externes. En plus des nouvelles jantes, la ventilation forcée de l’intérieur a été déplacée vers les fentes à côté de la lunette arrière avec l’élimination des grilles latérales sur le montant C. La calandre était noire mate au lieu d’être chromée, les feux arrière ont une disposition des chambres lumineuses différente et des garnitures supplémentaires ont été introduites, qui arrivent sur le pli à la hauteur de la ceinture de caisse, et sur les modèles à plus grande cylindrée, elles continuent sur le couvercle du coffre.
En plus des moteurs six cylindres bien connus, des machines plus grandes étaient également en cours de développement. Certains ont même été utilisés sur des bancs d’essai. Ceux-ci comprenaient des moteurs huit cylindres d’une cylindrée comprise entre quatre et cinq litres et un moteur douze cylindres en V d’une capacité d’environ cinq litres qui produisait environ 227 kW (310 ch). En 1973, un moteur huit cylindres a été installé à titre d’essai dans un coupé de la gamme E9. Bernhard Osswald, responsable du développement à l’époque, conduisait cette voiture d’environ 205 kW (280 ch).
En mars 1974 a été lancée la version haut de gamme 3,3 L (3 295 cm3), avec empattement allongé de 10 cm (4,80 m au lieu de 4,70 m) au profit des places arrière et un équipement de série très complet. Les versions allongées ont été déclinées en février 1975 avec les 2,8 L (qui remplace la 2800) et 3,0 L. Dans le même temps - uniquement pour la version longue - une nouvelle variante de moteur avec plus de cylindrée, et plus tard une injection dans le collecteur d’admission et une cylindrée légèrement réduite, a été introduite avec la BMW 3.3 L, mais elle avait, tout comme la BMW 3.3 Li, une consommation considérablement réduite par rapport à la BMW 3.0 Si, bien que sans puissance supplémentaire mais offrant une meilleure courbe de couple. La même année, BMW est allé plus loin et a mis le V12 dans une BMW 3.0 L berline. Celle-ci a dû être rallongée de 80 mm dans la zone avant pour que la machine s’y intègre. Le véhicule atteignait près de 240 km/h. Environ cinq des gros douze cylindres ont été fabriqués à la main. Cependant, après la première crise pétrolière en 1973/4, BMW a cessé de l’utiliser dans les grandes berlines et coupés.
La dernière évolution de la gamme sera en 1976 une modification du système d'injection de la 3,0 Si (Bosch D-Jetronic à L-Jetronic) et le remplacement de la 3,3 L par la 3,3 Li à injection. La gamme s'éteint en mars 1977 pour être remplacée par la première génération de Série 7, la E23.

### Évolution de la gamme pour le marché américain
Sur le marché nord-américain (États-Unis et Canada), la gamme E3 a été introduite en 1969 avec les 2500 et 2800. À l'initiative de l'importateur américain Max Hoffman, les 2500 et 2800 ont été remplacées en 1971 par un modèle inédit Bavaria, muni d'un moteur 2,8 l puis 3,0 l et d'un prix très étudié. En 1972 la 3,0 S fut commercialisée en parallèle. De 1975 à 1976 ces deux modèles furent remplacées par la 3,0 Si. Les versions longues n'ont jamais été commercialisées sur le marché nord-américain.

### Désignation des modèles
Il n’y a pas de désignation de modèle distincte et cohérente pour les véhicules de cette gamme de modèles, seule la cylindrée est indiquée en tant que désignation du modèle. Cependant, étant donné que les véhicules BMW des catégories de véhicules plus petites ont une gamme de moteurs qui ne se chevauchent pas avec les cylindrées de la BMW E3, une distinction claire peut être faite entre eux. La BMW E3 conçue par Wilhelm Hofmeister est divisée selon les modèles de base suivants :
- BMW 2500 (cylindrée en centimètres cubes) ;
- BMW 2800 (BMW 2.8 à partir de 1974) ;
- BMW 3.0 (cylindrée en litres) ;
- BMW 3.3.

Les désignations de cylindrée étaient parfois combinées, complétées par des lettres suffixées pour indiquer une puissance moteur plus élevée ("S" - Sport), une injection de collecteur d’admission ("i" - injection) ou un empattement plus long en relation avec un équipement de meilleure qualité ("L" - lang/Luxus).

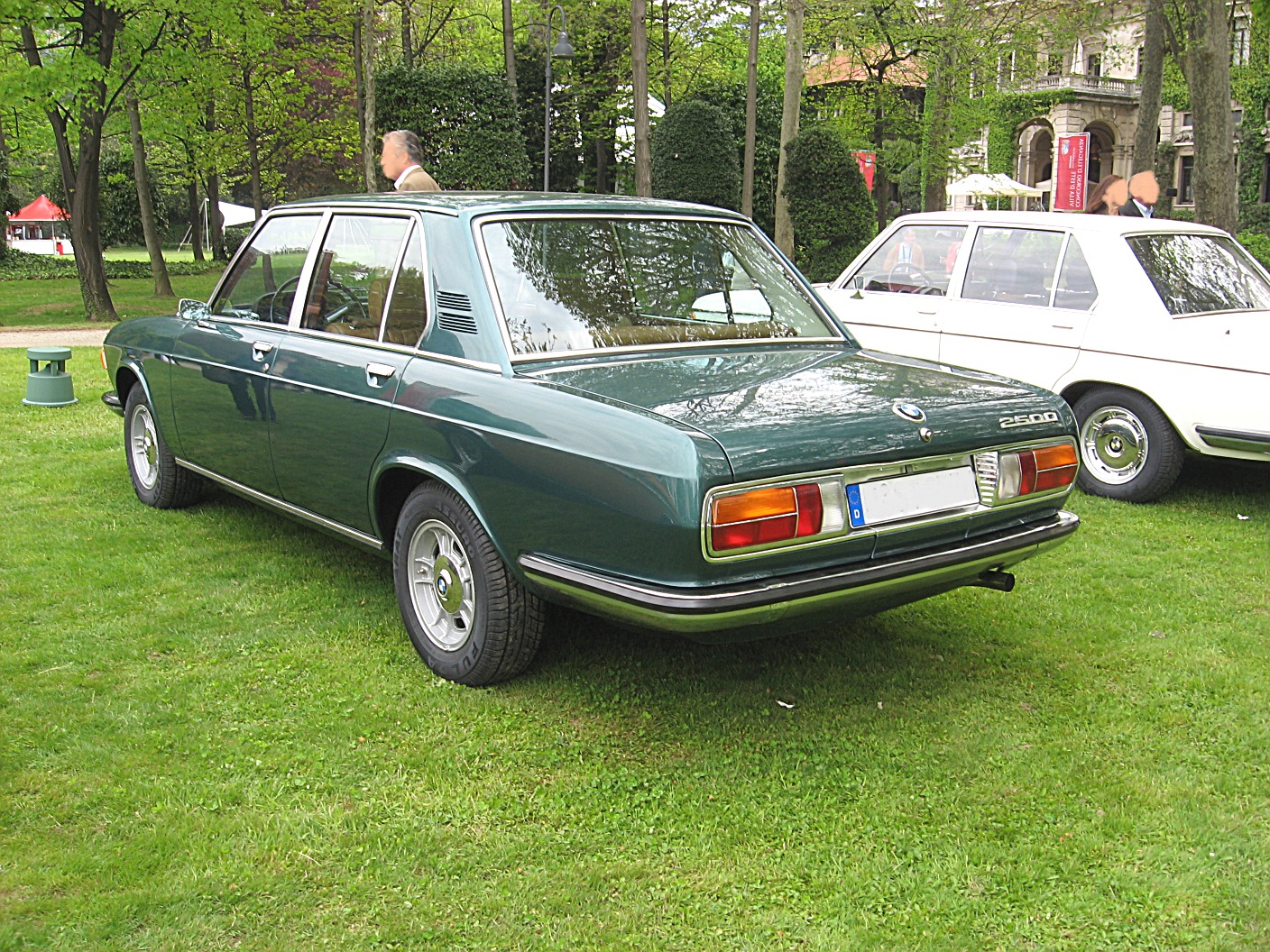
Vue arrière (1968–1971)
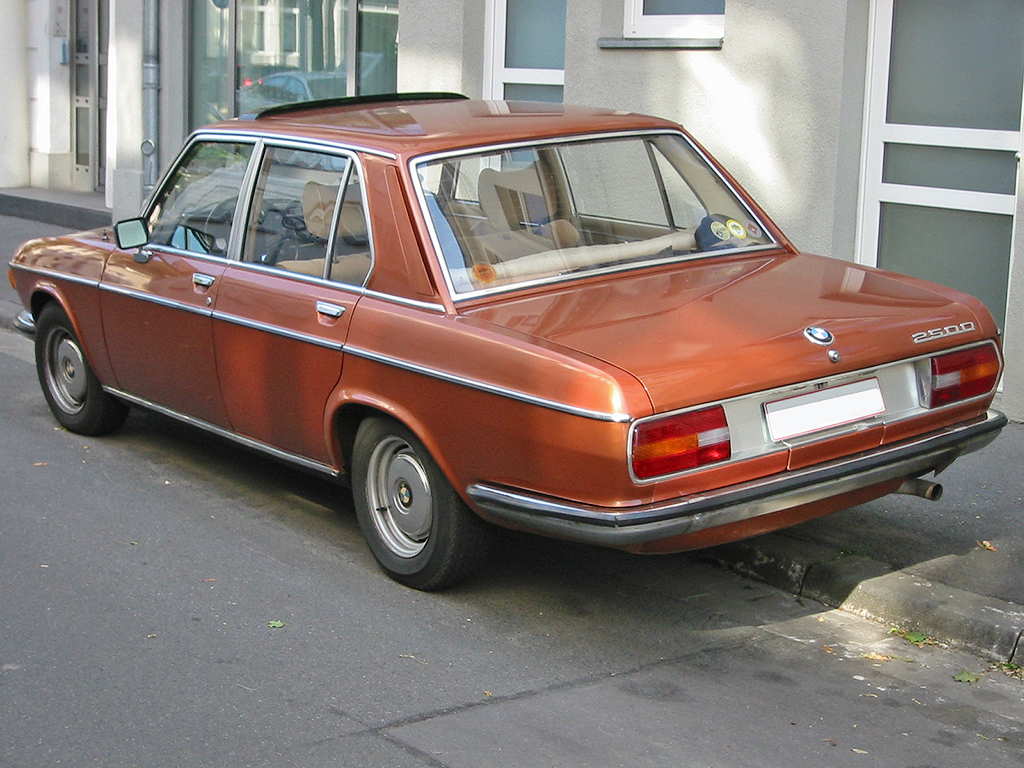
2500, vue arrière (1971–1977)
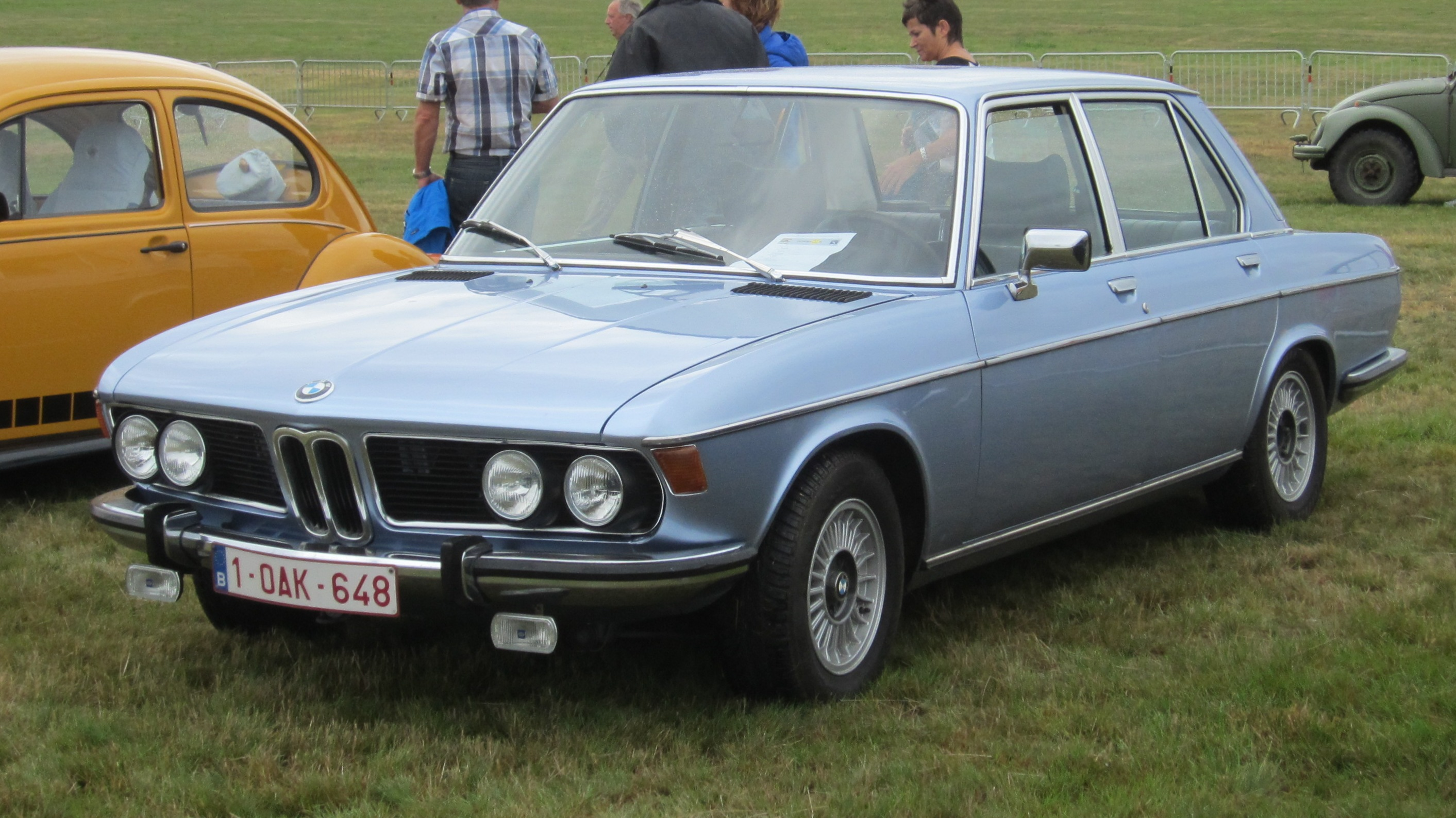
BMW 2800 (1971–1973)
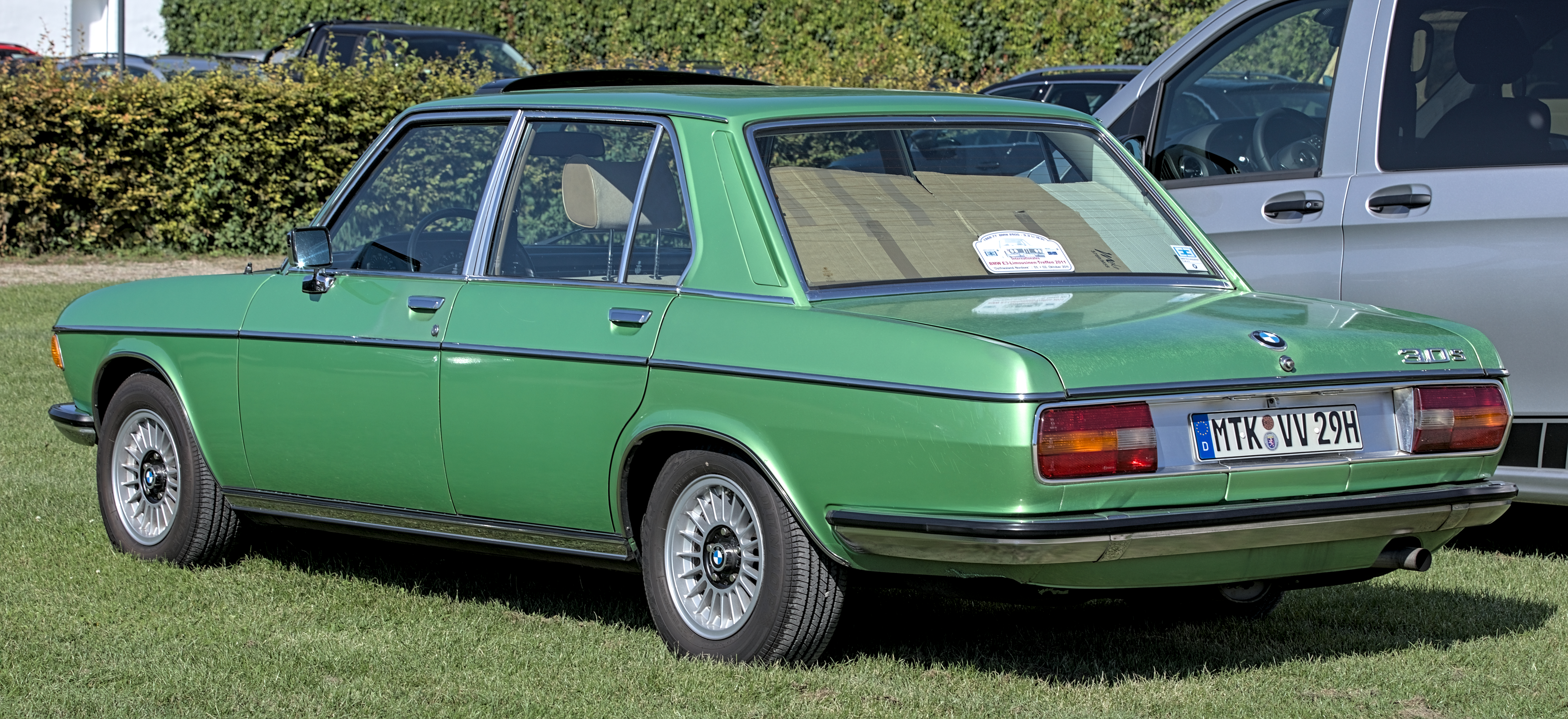
BMW 3.0 S (1971–1977)
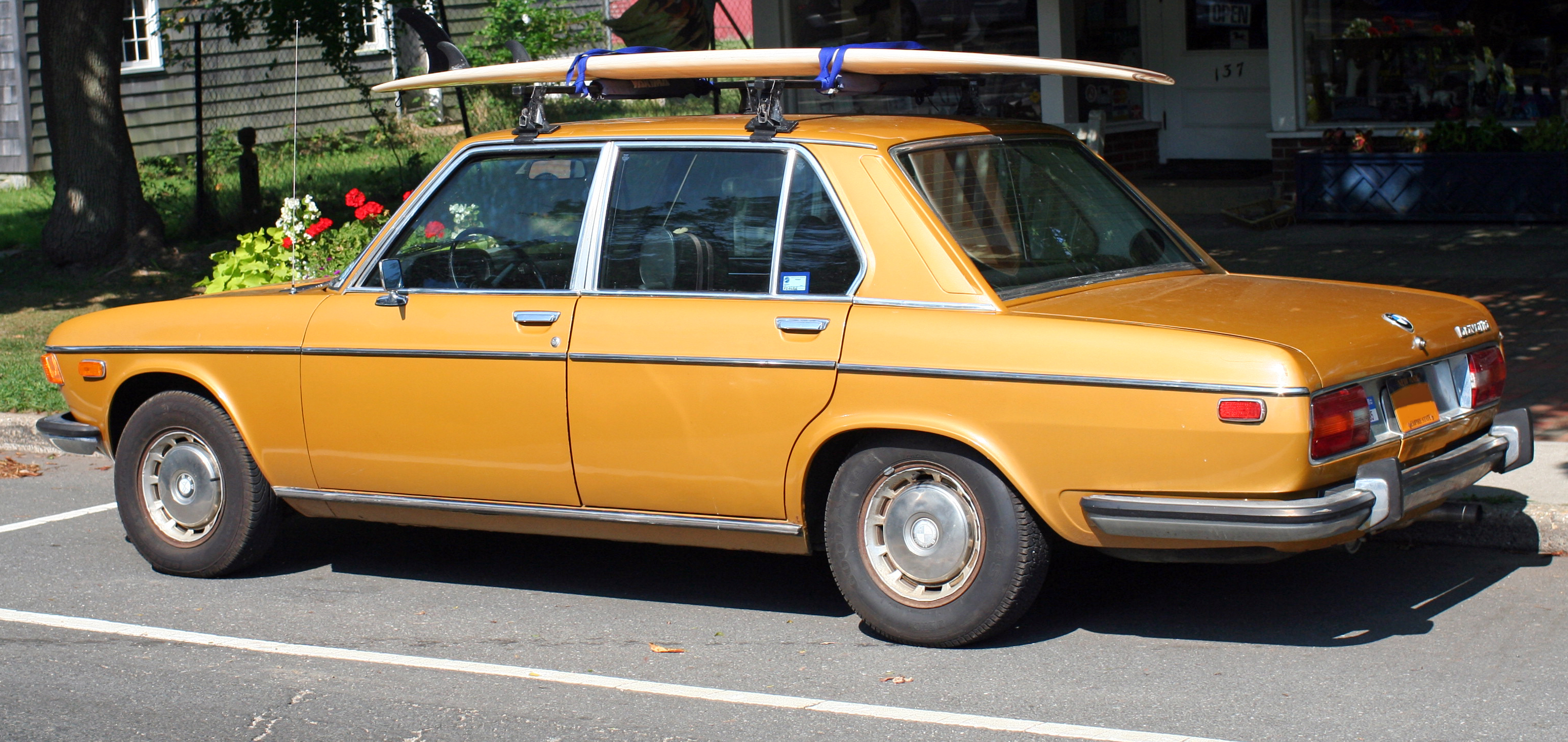
BMW Bavaria (modèle américain, 1973)
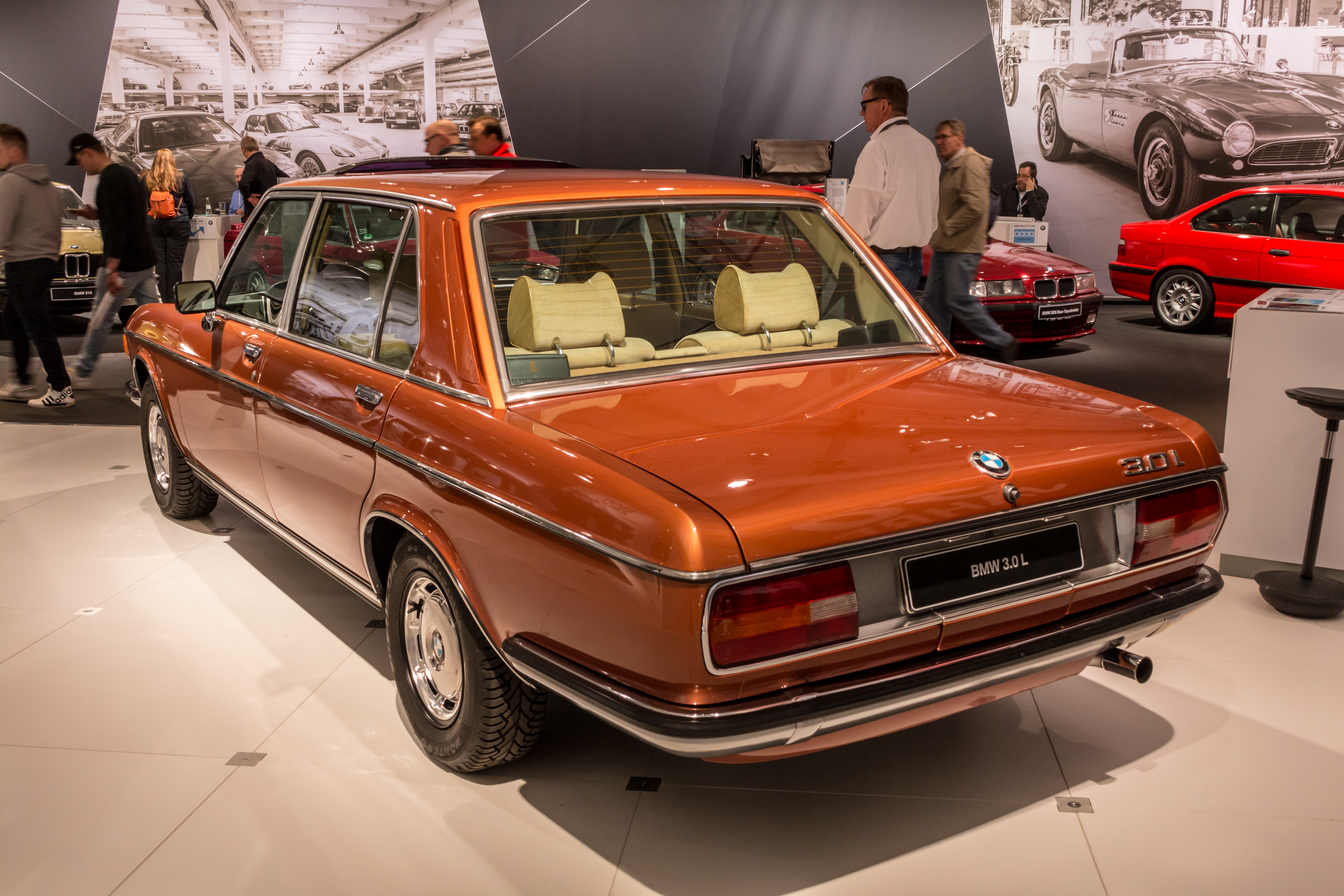
BMW 3.0 L (1974–1977)
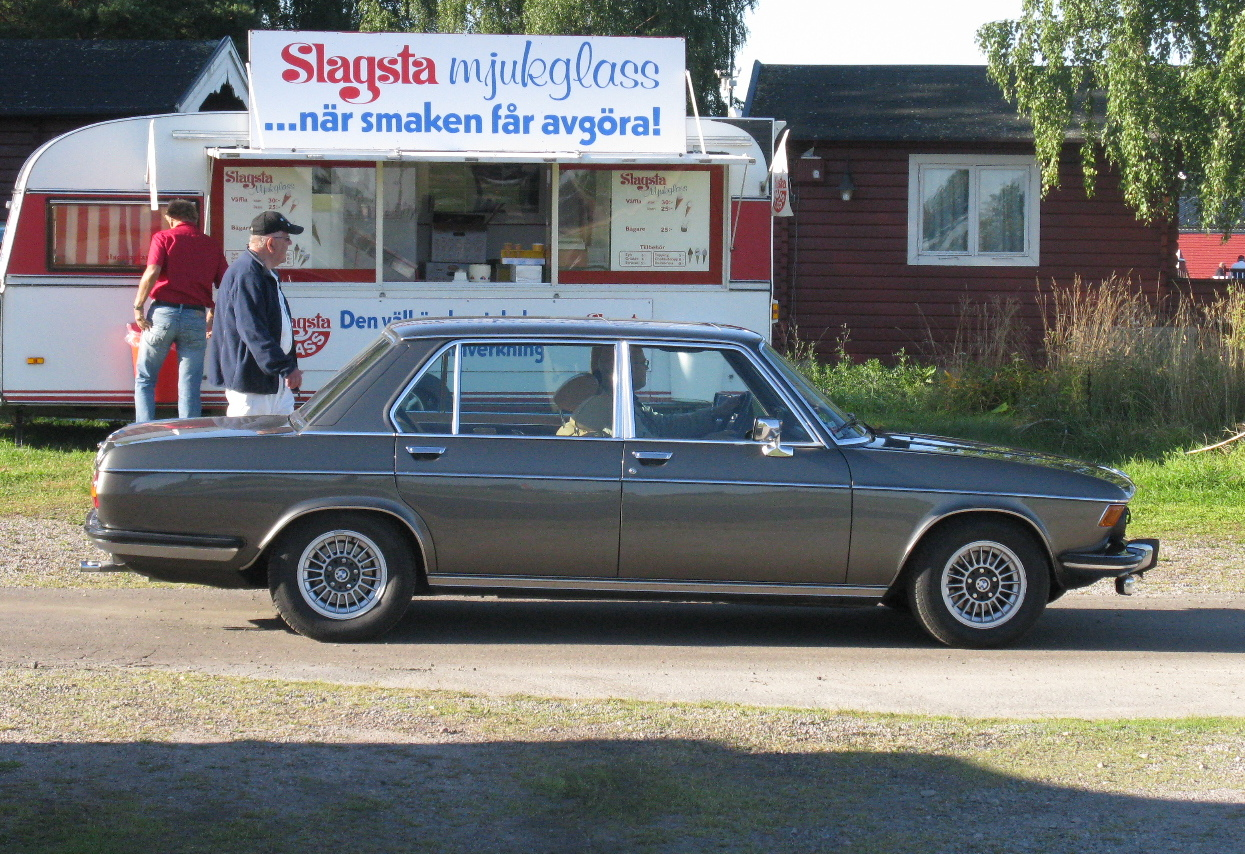
3.3 Li, vue de côté

## Chiffres de production
La BMW E3 a été produite dans un total d’environ 190 000 véhicules.
| Modèle            | Années de production | Exemplaires |
| ----------------- | -------------------- | ----------- |
| 2500              | 1968-1977            | 93 363      |
| 2800              | 1968-1975            | 40 160      |
| 2,8 L             | 1975-1977            | 5 036       |
| 3,0 S             | 1971-1977            | 51 544      |
| 3,0 Si            | 1971-1977            | 22 310      |
| 3,0 L             | 1975-1977            | 5 521       |
| 3,3 L             | 1974-1976            | 1 622       |
| 3,3 Li            | 1976-1977            | 1 401       |
| Production totale | 220 957              |             |

- L : version longue
- i : injection électronique

## Inventaire en Allemagne
En Allemagne, le stock de BMW E3 est répertorié selon le fabricant, les numéros de code de type et la Kraftfahrt-Bundesamt. Les types avec moins de 100 véhicules ne sont pas représentés. Jusqu’en 2007, l’inventaire comprenait non seulement le nombre de véhicules immatriculés mais aussi le nombre de pertes temporaires. Depuis 2008, l’inventaire ne contient que les « véhicules dans le trafic » y compris les plaques d’immatriculation saisonnières.
| Chiffres du fabricant/Numéros des codes de type | Modèles | kW     | 1.1.2005 | 1.1.2006 | 1.1.2008 | 1.1.2009 | 1.1.2010 | 1.1.2011 | 1.1.2012 | 1.1.2013 | 1.1.2014 | 1.1.2015 |
| ----------------------------------------------- | ------- | ------ | -------- | -------- | -------- | -------- | -------- | -------- | -------- | -------- | -------- | -------- |
| 0005/357                                        | 2500    | 110    | 333      | 336      | 300      | 316      | 289      | 285      | 276      | 275      | 260      | 254      |
| 0005/358                                        | 2800    | 125    | 103      | 102      |          |          |          |          |          |          |          |          |
| 0005/370                                        | 3.0 S   | 132    | 109      | 113      | 101      | 110      | 110      | 118      | 117      | 114      | 112      | 115      |
| Source                                          | Source  | Source | [ 5 ]    | [ 6 ]    | [ 7 ]    | [ 8 ]    | [ 9 ]    | [ 10 ]   | [ 11 ]   | [ 12 ]   | [ 13 ]   | [ 14 ]   |

## Versions spéciales
Basé sur une 2500, la Carrozzeria Bertone a conçu le concept car Bertone-BMW 2800 Spicup deux places en 1969, qui avait un toit rigide à commande électrique et il y a eu des discussions pour qu’il soit le potentiel successeur de la BMW 507.
Sur la base d’une 2800 et d’une 3.0 S, le designer italien Pietro Frua a construit un coupé fastback en 1971 et 1972.

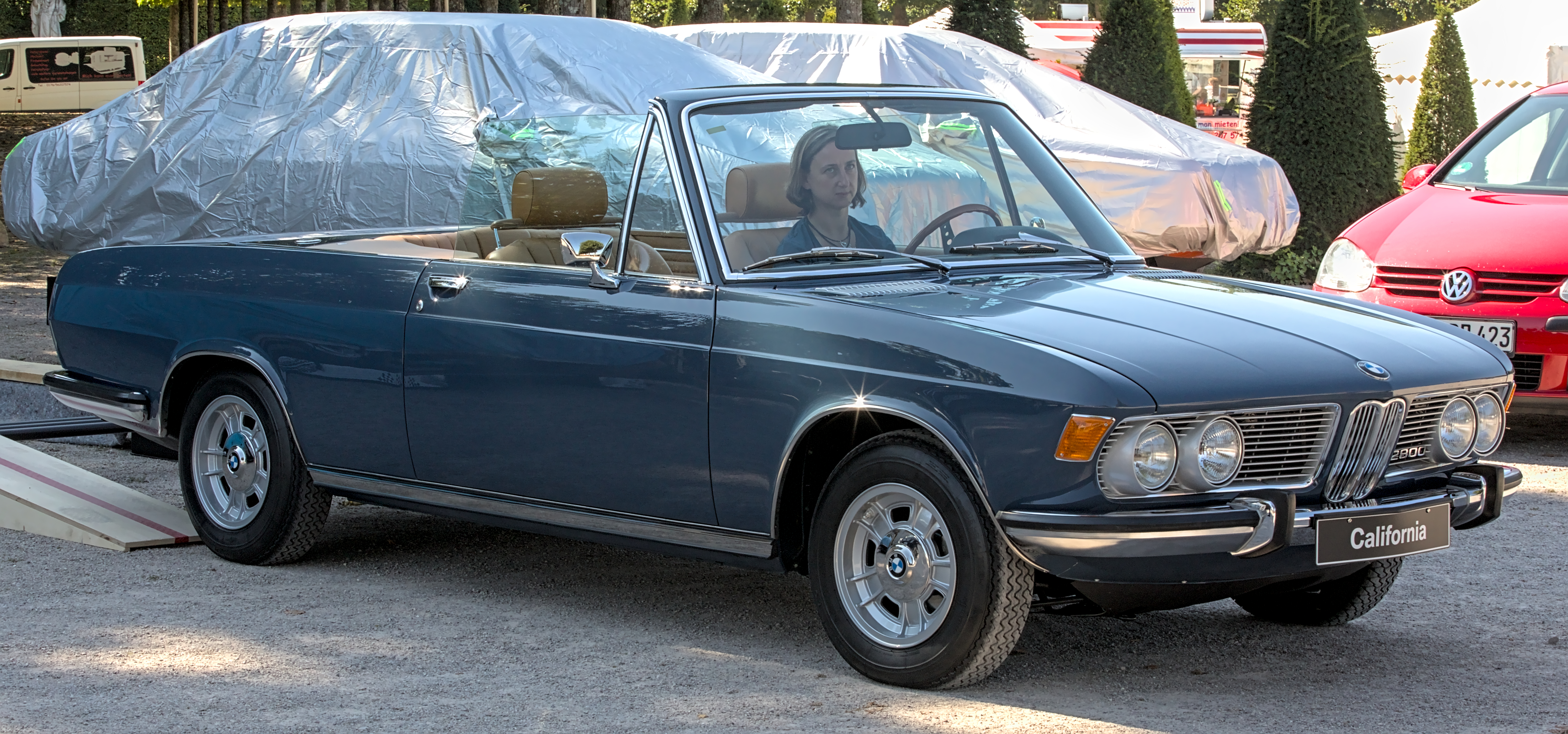
BMW California, 2021.

L’entreprise de restauration de Haute-Bavière Martelleria a converti une E3 en un cabriolet quatre places sans capote, qui a été nommé California. Il fait partie de la collection Wundercar, qui se composait jusqu’à présent de quatre E3, qui comprend également un modèle conçu sur la base des BMW Art car,.

## Au cinéma
Dans le film inspecteur la Bavure, l'ennemi public no 1, l'impitoyable Roger Morzini (Gérard Depardieu), roule en berline E3 beige qui est détruite à la fin du film.
Dans le biopic Bob Marley: One Love retraçant la carrière du chanteur de reggae, Bob Marley conduit une berline E3 2500 de couleur bleue. Les initiales de la marque bavaroise étant également celles du groupe Bob Marley & The Wailers.